# Zeche Friedrich Wilhelm (Dortmund)
Die Zeche Friedrich Wilhelm ist ein ehemaliges Steinkohlebergwerk in Dortmund.
Das Bergwerk befand sich südlich der Innenstadt, im heutigen Stadtbezirk Innenstadt-West nördlich der Emscher auf dem Areal der Parkplätze des heutigen Westfalenparks. Die Zeche Friedrich Wilhelm wurde 1815 auf Wunsch des Bergamtes in Wetter aus den Vorgängerzechen Sonnenblick, Am Busch, Brautkammer und Sümpfgen konsolidiert, um gemeinsam eine dampfbetriebene Wasserhaltung nutzen zu können. 1816 wurde am Schacht Wilhelm eine von Franz Dinnendahl gelieferte Dampfmaschine in Betrieb genommen.
Ab 1828 wurde mit den Schächten Friedrich, Veltheim (1839) und August (1855) der Tiefbau weiter vorangetrieben.
1892 war das Bergwerk veraltet und geriet in Konkurs. Im Anschluss wurde die Zeche noch einmal unter dem Namen Vorwärts bis 1903 weitergeführt. Die Abbaufelder der Zeche fielen nach endgültiger Stilllegung an die Zeche Freie Vogel & Unverhofft.
Heute erinnern zwei Informationstafeln des Fördervereins Bergbauhistorischer Stätten Ruhrrevier an das frühe Verbundbergwerk.